# Кропив'янка західна
Кропи́в'янка західна (Curruca layardi) — вид горобцеподібних птахів родини кропив'янкових (Sylviidae). Мешкає в Південній Африці.

## Опис
Довжина птаха становить 13 см, враховуючи довгий хвіст. У самців верхня частина тіла темно-сіра, у самиць сірувато-коричнева, горло біле, поцятковане сірими смужками, нижня частина тіла білувата, боки світло-сірі. Дзьоб відносно короткий, темно-сірий, лапи темно-сірі.

## Підвиди
Виділяють чотири підвиди:
- C. l. aridicola (Winterbottom, 1958) — південно-західна Намібія і північний захід ПАР;
- C. l. barnesi (Vincent, 1948) — Лесото;
- C. l. subsolana (Clancey, 1963) — південь ПАР;
- C. l. layardi (Hartlaub, 1862) — південний захід ПАР.

## Поширення і екологія
Західні кропив'янки мешкають в Намібії, Південно-Африканській Республіці і Лесото. Вони живуть в сухих чагарникових заростях кару, в саванах і прибережних чагарникових заростях, серед пагорбів і скель. Живляться переважно комахами, а також плодами і насінням. Сезон розмноження триває з липня по січень, з піком у жовтні-листопаді. Ведуть осілий спосіб життя.